# Cerco de Mariupol
Batalha de Mariupol ou Cerco a Mariupol foi um conflito militar que teve origem com a invasão da Ucrânia pela Rússia em 2022. Mariupol é uma estratégica cidade litorânea localizada no oblast de Donetsk, que separatistas clamam pertencer à República Popular de Donetsk.
Na manhã de 25 de fevereiro, forças russas partiram do território realmente controlado pelos separatistas no leste em direção à cidade, encontrando resistência ucraniana perto da vila de Pavlopil. Na noite do mesmo dia, a Marinha da Rússia começou um ataque anfíbio na região litorânea do Mar de Azov a oeste de Mariupol. Os russos foram encontrando cada vez mais resistência, sendo forçados a submeter a cidade a um intenso bombardeio aeronaval e por terra que durou semanas. Foi reportado que, até meados de abril, cerca de 95% dos prédios da cidade já haviam sido total ou parcialmente destruídos pelos combates e bombardeios. Em 21 de abril, os russos e os separatistas de Donbas começaram a retirar enormes contingentes de militares de Mariupol, enquanto o presidente Vladimir Putin declarou vitória sobre a cidade, embora bolsões de resistência ucranianos permanecessem, especialmente no complexo siderúrgico e metalúrgico de Azovstal.
A cidade de Mariupol, um importante polo industrial, é crucial para ambos os lados do conflito. Se a Rússia tomar a região, eles assumiriam o controle do acesso ucraniano ao Mar de Azov. Desde o final de fevereiro, a cidade tem sido exposta a um intenso bombardeio de aviões e artilharia pelos russos, matando mais de dois mil civis nas primeiras três semanas de um sítio que foi comparado ao Cerco de Leningrado.
Em 16 de maio, após quase três meses de resistência, o Estado-Maior ucraniano anunciou que a guarnição de Mariupol havia "cumprido sua missão de combate" e que as evacuações da fábrica de aço Azovstal haviam começado. Os militares ucranianos afirmaram que 264 soldados, 53 deles "gravemente feridos", tinham sido levado de ônibus para áreas controladas pelas forças russas. Um post numa mídia social foi então divulgado pelo comandante do Regimento Azov, Denis Prokopenko, afirmando: "Para salvar vidas, toda a guarnição de Mariupol está implementando a decisão aprovada do Comando Militar Supremo e espera o apoio do povo ucraniano". Esta declaração seguiu a divulgação da decisão da Rússia de evacuar os soldados ucranianos feridos da fábrica de Azovstal e levá-los para a cidade de Novoazovsk, controlada por militantes da República Popular de Donetsk para receberem tratamento. A vice-ministra da Defesa, Hanna Malyar, afirmou em 17 de maio: "Graças aos defensores de Mariupol, a Ucrânia ganhou um tempo criticamente importante para formar reservas e reagrupar forças e receber ajuda de parceiros. E eles cumpriram todas as suas tarefas. Mas é impossível desbloquear Azovstal por meios militares".
Alguns analistas chamaram o resultado da batalha de uma "vitória pírrica" ou "majoritariamente simbólica" e um "desastre de reputação" para os russos, após a destruição completa da cidade, com sua unitilização temporária, e uma derrota tática, mas na verdade como uma vitória estratégica para as forças ucranianas, que amarraram com sucesso vários grupos táticos de batalhão russos por meses. Outros consideraram o resultado da luta como uma derrota significativa para a Ucrânia.